# Mylabris fenestrata
Mylabris fenestrata là một loài bọ cánh cứng trong họ Meloidae. Loài này được Escherich miêu tả khoa học năm 1899.